# Thelotrema gibberulosum
Thelotrema gibberulosum är en lavart som beskrevs av Müll. Arg. 1881. Thelotrema gibberulosum ingår i släktet Thelotrema och familjen Thelotremataceae.   Inga underarter finns listade i Catalogue of Life.